# Aeroporto di Ermolino
L'aeroporto di Ermolino in russo Аэропорт ЕРМОЛИНО? è un aeroporto situato a 5 km dalla città di Balabanovo, nell'Oblast' di Kaluga nella Russia europea.

## Gestione
L'aeroporto di Ermolino è stato gestito dalla compagnia aerea Ermolinskie Airlines in russo Ермолинские авиалинии?.
Nel dicembre 2012 l'aeroporto di Ermolino è stato scelto dalla russa UTair come la base per la sua divisione low cost nella Russia europea.

## Strategia
L'aeroporto di Ermolino è principalmente utilizzato come scalo cargo per la vasta zona industriale che lo circonda ed anche come un aeroporto per le linee aeree locali.
Nel settembre 2012 la russa UTair ha annunciato il piano di ristrutturazione del complesso aeroportuale di Ermolino per utilizzarlo come uno scalo per i voli charter moscoviti.
Il 28 dicembre 2012 il Governo della Russia ha approvato il Decreto per lo sviluppo dello hub aeroportuale di Ermolino nell'Oblast' di Kaluga a 61 km dallo hub moscovito della russa UTair situato all'aeroporto di Mosca-Vnukovo.
Il 10 gennaio 2013 la russa UTair ha annunciato l'inizio del progetto dell'aeroporto per le compagnie aeree low cost sulla base dell'aeroporto di Ermolino.
Nel febbraio 2013 la proprietà dell'aeroporto di Mosca-Vnukovo ha dichiarato l'interesse per creare la cordata con la russa UTair per la costruzione del Terminal Passeggeri con la capacità fino a 10 milioni di passeggeri/anno e la ricostruzione della pista per il lancio di voli low cost dall'aeroporto di Ermolino entro la fine del 2014.

## Posizione geografica
L'aeroporto di Ermolino è situato sulla confine dell'Oblast' di Mosca e dell'Oblast' di Kaluga a 61 km dall'aeroporto internazionale Mosca-Vnukovo, a 85 km dall'aeroporto di Mosca-Domodedovo e a 97 km dall'aeroporto di Mosca-Šeremet'evo.

## Dati tecnici
L'aeroporto di Ermolino dotato di una pista attiva 3,000 x 60 m che permette il decollo/atterraggio di tutti i tipi di elicotteri e di aerei di Airbus, Boeing, Dassault Aviation Falcon, McDonnell Douglas, Ilyushin, Yakovlev, Tupolev, Antonov di tutti i tipi. L'aeroporto di Ermolino è aperto 24 ore al giorno. Il peso massimo al decollo dall'Aeroporto di Ermolino è di 210 t.

## Collegamenti con Mosca
Auto
Il Terminal dell'aeroporto di Ermolino si trova a 80 km da Mosca sulla superstrada statale che collega la capitale russa Mosca con la capitale ucraina Kiev ed è facilmente raggiungibile dal centro di Mosca.
Treno
A gennaio 2013 è stato annunciato il progetto di collegamento diretto dell'aeroporto di Ermolino prolungando la linea ferroviaria che collega l'aeroporto di Mosca-Vnukovo con Mosca.